# Lee Beggs
Lee Beggs, nato Leonidas Beggs (Omaha, 3 dicembre 1870 – New York, 18 novembre 1943), è stato un attore e regista statunitense del cinema muto.

## Biografia
Lavorò anche in teatro e, a Broadway, il suo nome, come attore, appare nel cartellone di svariati spettacoli andati in scena nella seconda metà degli anni venti e nei primi anni trenta. Nella sua carriera di attore cinematografico, apparve - tra il 1911 e il 1934 - in almeno una sessantina di film. Firmò da regista oltre trenta pellicole, scrivendo anche come sceneggiatore. Fu produttore di un solo film, il cortometraggio The Egyptian Mummy girato nel 1914 per la Vitagraph Company.
Sposato a Doris Singleton, era padre dell'attore televisivo Malcolm Lee Beggs (1907–1956). Beggs morì il 18 novembre 1943, a 72 anni. È sepolto al Kensico Cemetery a Valhalla (New York)

## Filmografia

### Attore
- An Interrupted Elopement (1911)
- The Will of Providence (1911)
- A Troublesome Picture (1911)
- Fickle Bridget
- His Musical Soul
- Economical Brown
- Mignon
- Lend Me Your Wife
- A Terrible Lesson
- Sealed Lips (1912)
- The Animated Bathtub
- The Boarding House Heiress
- Child of the Tenements, regia di Alice Guy (1912)
- Billy's Shoes
- The Detective's Dog, regia di Alice Guy (1912)
- Saved by a Cat (1912)
- The Reformation of Mary
- A Question of Hair (1912)
- The Wooing of Alice, regia di Alice Guy (1912)
- Micky's Pal, regia di Edward Warren e Alice Guy (1912)
- Indian Summer (1912)
- Fra Diavolo, regia di Alice Guy (1912)
- Father and the Boys (1912)
- Between Two Fires, regia di J. Searle Dawley (1912)
- The Four Flush Actor
- Broken Oaths
- Bottles
- The Blood Stain
- The Equine Spy

- The Eve of the Revolution
- L'ombra di Washington (Janice Meredith), regia di E. Mason Hopper (1924)
- Playthings of Desire
- Stepping Along
- La sirena del fiume (Lazy River), regia di George B. Seitz (1934)
- The Red Rider, regia di Lew Landers (1934) - serial cinematografico
- Tailspin Tommy, regia di Louis Friedlander (Lew Landers) (1934)

### Regista
- Hubby Does the Washing
- Ten Nights in a Barroom (1913)
- The Adventure of the Rival Undertakers (1914)
- Bunny's Swell Affair (1914)
- Wanted, a House (1914)
- The Maid from Sweden (1914)
- Our Fairy Play (1914)
- The Arrival of Josie (1914)
- Romantic Josie (1914)
- Josie's Declaration of Independence (1914)
- Josie's Coney Island Nightmare (1914)
- Father's Timepiece (1914)
- Eats (1914)
- Josie's Legacy (1914)
- The Evolution of Percival (1914)
- In Bridal Attire (1914)
- Convict, Costumes and Confusion (1914)
- The Egyptian Mummy (1914)
- Forcing Dad's Consent (1914)
- Billy's Wager (1915)
- A Mix-Up in Dress Suitcases (1915)
- The Green Cat (1915)
- The Young Man Who 'Figgered'
- Burglarious Billy (1915)
- A Study in Tramps (1915)
- The Master of His House (1915)
- The Boarding House Feud (1915)
- The Vanishing Vault (1915)
- The Starring of Flora Finchurch (1915)
- Spades Are Trumps (1915)
- A Mistake in Typesetting (1915)
- Bertie's Stratagem (1915)
- Billy the Bear Tamer (1915)
- The Missing Clue (1915)
- A Disciple of Plato